# Перети (Торино)
Перети је насеље у Италији у округу Торино, региону Пијемонт.
Према процени из 2011. у насељу је живело 106 становника. Насеље се налази на надморској висини од 235 м.